# Crazy Stupid Love (chanson)
Pour les articles homonymes, voir Crazy Stupid Love.
Singles de Cheryl Cole
Under the Sun
(2012) I Don't Care
(2014)
Singles par Tinie Tempah
5 Minutes
(2014) Tears Run Dry
(2014)
Crazy Stupid Love est le huitième single de la chanteuse et danseuse britannique Cheryl Cole en featuring avec Tinie Tempah sorti en juillet 2014.
Cette musique a été co-écrite par Cheryl Cole, Tinie Tempah, Wayne Wilkins, Heidi Rojas et Katelyn Tarver.
Ce single est le premier extrait de l'album de l'artiste, Only Human, sorti en novembre 2014. Fin juillet 2014, la chanson se retrouve en tête du UK Singles Chart au Royaume-Uni. 

## Classements
| Classement (2014)              | Meilleure position |
| ------------------------------ | ------------------ |
| Australie (ARIA)               | 43                 |
| Écosse (OCC)                   | 1                  |
| Espagne (PROMUSICAE)           | 39                 |
| France (SNEP)                  | 172                |
| Irlande (IRMA)                 | 1                  |
| Royaume-Uni (UK Singles Chart) | 1                  |

## Certification
| Pays              | Certification |
| ----------------- | ------------- |
| Royaume-Uni (BPI) | Or            |